# 氷川神社 (富士見市針ケ谷)
氷川神社（ひかわじんじゃ）は、埼玉県富士見市の神社。

## 歴史
創建年代は不明である。当地は川越藩の領地であり、その藩主松平信綱の家臣らが当地に定着し、そのうちの鈴木家の屋敷神を祀ったという説。もう一つは元禄年間（1688年 - 1704年）に、現在の志木市にある館氷川神社から分霊を勧請したという説である。いずれの説にしても、江戸時代前期に創建されたという点では共通している。ただ当社の本殿内に「昔のお宮」と称する祠が祀られていることから、その歴史は更に遡る可能性がある。
1872年（明治5年）、近代社格制度に基づく「村社」に列せられ、1907年（明治40年）の神社合祀により周辺の4社が合祀された。

## 交通アクセス
- みずほ台駅より徒歩11分。